# Пейши (Токантинс)

Пейши на карте штата.

Пейши (порт. Peixe) — муниципалитет в Бразилии, входит в штат Токантинс. Составная часть мезорегиона Западный Токантинс. Входит в экономико-статистический микрорегион Гурупи. Население составляет  10 384 человека на 2010 год. Занимает площадь 5 291,208 км². Плотность населения — 1,96 чел./км².
Праздник города —  20 июня.

## Демография
Согласно сведениям, собранным в ходе переписи 2010 г. Национальным институтом географии и статистики (IBGE), население муниципалитета составляет:
| Полное население                               | Полное население                               | Полное население                               | Полное население                               | 10 384 |
| ---------------------------------------------- | ---------------------------------------------- | ---------------------------------------------- | ---------------------------------------------- | ------ |
| в том числе:                                   | Городское население                            | 5 235                                          | Процент городского населения, %                | 50,41  |
|                                                | Сельское население                             | 5 149                                          | Процент сельского населения, %                 | 49,59  |
|                                                | Мужское население                              | 5 427                                          | Процент мужского населения, %                  | 52,26  |
|                                                | Женское население                              | 4 957                                          | Процент женского населения, %                  | 47,74  |
| Плотность населения, чел/км²                   | Плотность населения, чел/км²                   | Плотность населения, чел/км²                   | Плотность населения, чел/км²                   | 1,96   |
| Население муниципалитета в % к населению штата | Население муниципалитета в % к населению штата | Население муниципалитета в % к населению штата | Население муниципалитета в % к населению штата | 0,75   |

По данным оценки 2016 года население муниципалитета составляет 11 340 жителей.

## Статистика
- Валовой внутренний продукт на 2003 составляет 119.197.492,00 реалов (данные: Бразильский институт географии и статистики).
- Валовой внутренний продукт на душу населения на 2003 составляет 13.674,14 реалов (данные: Бразильский институт географии и статистики).
- Индекс развития человеческого потенциала на 2000 составляет 0,695 (данные: Программа развития ООН).

## Важнейшие населенные пункты
| № | Населённый пункт     | Населённый пункт (порт.) | Категория | Население чел. (2010) | На карте                        |
| - | -------------------- | ------------------------ | --------- | --------------------- | ------------------------------- |
| 1 | Пейши                | Peixe                    | город     | 5235                  | 12°02′05″ ю. ш. 48°32′24″ з. д. |
| 2 | Вила-Кишаба          | Vila Quixaba             | поселок   | 473                   | 11°52′45″ ю. ш. 48°50′13″ з. д. |
| 3 | Сан-Мигел            | São Miguel               | поселок   | 338                   | 11°35′43″ ю. ш. 48°31′44″ з. д. |
| 4 | Лагоа-да-Роман       | Lagoa do Romão           | поселок   | 288                   | 11°50′24″ ю. ш. 48°23′33″ з. д. |
| 5 | Нову-Нилу            | Novo Nilo                | поселок   | 125                   | 12°06′19″ ю. ш. 48°25′05″ з. д. |
| 6 | Энтронкаменту-ду-Жау | Entroncamento do Jau     | поселок   | 84                    | 12°20′35″ ю. ш. 48°38′20″ з. д. |